# Castle (Familienname)
Castle (englisch für „Burg“ und „Rochieren“) ist ein englischer Familienname.

## Namensträger
- Alison Castle, US-amerikanische Fotografin und Herausgeberin
- Amy Castle (1880–1971), neuseeländische Kuratorin und Entomologin
- Andrew Castle (* 1963), britischer Tennisspieler
- Barbara Castle, Baroness Castle of Blackburn (1910–2002), britische Politikerin (Labour Party)
- Billy Joe Castle (* 1992), englischer Snookerspieler
- Curtis H. Castle (1848–1928), US-amerikanischer Politiker
- Darrell Castle (* 1948), US-amerikanischer Politiker (Constitution Party)
- Edmund Castle (1606–1685), englischer Orientalist
- Eduard Castle (1875–1959), österreichischer Literaturhistoriker
- Edward Castle, Baron Castle (1907–1979), britischer Journalist und Politiker
- Edward Sears Castle (1903–1973), US-amerikanischer Pflanzenphysiologe und Hochschullehrer
- Emery N. Castle (1923–2017), US-amerikanischer Agrarökonom
- Frederick Walker Castle (1908–1944), US-amerikanischer Brigadegeneral
- Geoff Castle (1949–2020), britischer Jazzmusiker
- Irene Castle (1893–1969), US-amerikanische Tänzerin, siehe Vernon und Irene Castle
- James Castle (1836–1903), US-amerikanischer Politiker
- James Charles Castle (1899–1977), US-amerikanischer Künstler
- Jeffery Lloyd Castle (1898–1990), britischer Schriftsteller
- John Castle (* 1940), britischer Schauspieler
- Jordan Castle (* 1996), neuseeländischer Bahnradsportler
- Keisha Castle-Hughes (* 1990), neuseeländische Schauspielerin
- Latham Castle (1900–1986), US-amerikanischer Jurist und Politiker
- Lee Castle (1915–1990), US-amerikanischer Trompeter und Bandleader
- Louis Castle, US-amerikanischer Spieleentwickler
- Maggie Castle (* 1983), kanadische Schauspielerin
- Mary Castle (1931–1998), US-amerikanische Schauspielerin
- Mary Tenney Castle (1819–1907), US-amerikanische Missionarin und Philanthropin
- Michael Castle (1939–2025), US-amerikanischer Politiker
- Naomi Castle (* 1974), australische Wasserballspielerin
- Nathan Castle, südafrikanischer Schauspieler, Stuntman und Filmeditor
- Nick Castle (* 1947), US-amerikanischer Schauspieler, Drehbuchautor und Regisseur
- Peggie Castle (1927–1973), US-amerikanische Schauspielerin
- Peter H. J. Castle (Peter Henry John Castle; 1934–1999), Biologe
- Richard Castle (1690–1751), deutscher Architekt, siehe Richard Cassels
- Richard Castle (Schauspieler), US-amerikanischer Schauspieler
- Sarah Castle (* 1984), US-amerikanische Schwimmerin und Basketballspielerin
- Sid Castle (1892–1978), englischer Fußballspieler und -trainer
- Stephon Castle (* 2004), US-amerikanischer Basketballspieler
- Terrel Castle (* 1972), amerikanisch-bosnisch-herzegowinischer Basketballspieler
- Vernon Castle (1887–1918), US-amerikanischer Tänzer, siehe Vernon und Irene Castle
- Wendell Castle (1932–2018), US-amerikanischer Kunsthandwerker
- William Castle (Regisseur) (1914–1977), US-amerikanischer Regisseur, Produzent und Schauspieler
- William B. Castle (William Bainbridge Castle; 1814–1872), US-amerikanischer Politiker (Ohio)
- William Bosworth Castle (1897–1990), US-amerikanischer Arzt und Physiologe
- William Ernest Castle (1867–1962), US-amerikanischer Genetiker